# Ананько, Татьяна Васильевна
Татьяна Васильевна Ананько (род. 26 июня 1984 года в Минске) — белорусская гимнастка, серебряный призёр Олимпийских игр 2000 года по художественной гимнастике в групповом многоборье. Заслуженный мастер спорта Республики Беларусь (2000).
После выступления на Олимпийских игр по состоянию здоровья завершила карьеру, стала работать в танцевальных шоу. Возглавляет танцевальный коллектив «Загадка».